# Захаров колодец
Заха́ров колодец — родник в 6[уточнить] км на восток от села Моховое Аннинского района Воронежской области России.

## Этимология
Родник назван по имени местного жителя Захара Ивановича Баранникова, который в 1960-е годы облагородил источник.

## География
Родник Захаров колодец находится в 3[уточнить] км на восток от села Моховое близ Семёнова пруда. Вода в источнике чистая и свежая. Глубина родника около 1 м. К роднику имеются удобные подъезды. Источник является постоянно действующим и нисходящим. Расположен на абсолютной высоте 100 м.
В настоящее время родник не оборудован.